# مادس تيم
مادس تيم (بالدنماركية: Mads Timm)‏ هو لاعب كرة قدم دنماركي في مركز الهجوم، ولد في 31 أكتوبر 1984 في أودنسه في الدنمارك. شارك مع منتخب الدنمارك تحت 17 سنة لكرة القدم ومنتخب الدنمارك تحت 19 سنة لكرة القدم ومنتخب الدنمارك تحت 20 سنة لكرة القدم. أما مع النوادي، فقد لعب مع مانشستر يونايتد ونادي أودنسه ونادي فيكينغ ونادي لينغبي ونادي لين ونادي والسول.

## وصلات خارجية
- مادس تيم على موقع قاعدة بيانات كرة القدم.إي يو (الإنجليزية)
- مادس تيم على موقع Soccerbase.com (لاعب) (الإنجليزية)